# 733 v.Chr.
Het jaar 733 v.Chr. is een jaartal volgens de christelijke jaartelling.

## Gebeurtenissen

### Griekenland
- Clidicus wordt benoemd tot archont van Athene.
- Griekse kolonisten uit Korinthe stichten op Sicilië de handelskolonie Syracuse.

### Midden-Oosten
- Koning Tiglath-Pileser III bestijgt de troon van Babylon, in het Assyrische Rijk ontstaat een dubbelmonarchie.
- In Babylonië wordt de bevolking door deportaties, executies en folteringen onderdrukt.
- De Assyriërs verwoesten Hazor in Kanaän

## Overleden
- Sardur II, koning van Urartu